# Anacampseros albissima
Anacampseros albissima és una espècie de planta amb flors del gènere Anacampseros dins la família de les anacampserotàcies.

## Descripció
És una petita planta blanquinosa que forma un manat de tiges erectes ramificades des de sota. Les seves branques són nombroses, primes, cilíndriques i reclinades, que surten d'una arrel curta (càudex). Les flors són terminals, blanques i apareixen soles o en grups de 2 a 3. És similar a Anacampseros papyracea, però amb branques més estretes i un aspecte potser més elegant.
El càudex és curt, carnós, llenyós, amb arrels carnoses. De diàmetre petit, sota terra.
Les branques són nombroses, estenent-se o erectes, de fins a 5 cm de llarg, de 3-5 mm de diàmetre en general.
Les fulles estan ocultes completament sota les estípules. Les estípules són àmpliament ovades, obtuses, ben imbricades, ben pressionades a l'eix del brot, però amb la punta de vegades recurvada, desbastada, sencera o irregularment dentada, de color blanc pur sense nervi central evident però de vegades amb la punta marró, de vegades amb punts marrons, peluda a les axil·les.
Les flors, de 1 a 3 per branca, perfumades, de 12 mm de diàmetre. Sèpals blanquinosos. Pètals ovats, blancs, que s'obren àmpliament. de 8 a 10 estams.

## Distribució
Ocupa una part del mateix territori que l'Anacampseros papyracea a Sud-àfrica (Richtersveld), però també creix una mica més cap al nord a Namíbia i cap a l'est a través de Bushmanland fins a Griqualand West. Els principals hàbitats són els deserts Nama Karoo i Karoo Suculent.
Aquesta espècie creix en grava sorrenca, afloraments de roques i terres de quars, ja sigui a ple sol o a l'ombra o a la base de les roques, i a distància les plantes tenen aspecte d'excrements d'ocells, ja que els seus brots difícilment es distingeixen de l'entorn. També creix sobre afloraments de marbre al desert Welwitschia Fläche al nord del Swakopmund. Les seves arrels penetren fins a 30 centímetres cap avall fins al substrat format per petites pedres, de mida variable d'1 a 4 cm de diàmetre i molt compactades. Això explica per què les plantes sovint tenen arrels deformades o mal formades on han lluitat per penetrar en aquest sòl tan sòlid. Aquesta suculenta sembla que no obté l'alimentació de l'humus habitual, sinó de la pròpia sorra molt rica en minerals. Està estesa i no corre perill d'extinció.

## Taxonomia
Aquesta espècie va ser descrita per primer cop l'any 1912 a la publicació Transactions of the Royal Society of South Africa pel botànic sud-africà d'origen alemany Hermann Wilhelm Rudolf Marloth (1855-1931), dins de la família de les portulacàcies.
Aquesta espècie fou coneguda amb aquest nom fins al 1994, any en què el botànic anglès Gordon Douglas Rowley (1921-2019) va crear el gènere Avonia i la hi va incloure (Avonia albissima). A partir de l'any 2010 va tornar al gènere Anacampseros i va passar a la família de les anacampserotàcies com a conseqüència de les investigacions de Reto Nyffeler i Urs Eggli publicades a la revista Taxon.

### Sinònims
Els següents noms científics són sinònims d'Anacampseros albissima:
- Sinònims homotípics

- Avonia albissima (Marloth) G.D.Rowley

- Sinònims heterotípics

- Anacampseros avasmontana Dinter ex Poelln.